# 111-я стрелковая дивизия (2-го формирования)
111-я стрелковая дивизия (2-го формирования) — оперативное войсковое объединение в составе стрелковых войск РККА ВС СССР.
Полное наименование: 111-я стрелковая Александрийская Краснознамённая ордена Богдана Хмельницкого дивизия. Вхождение в регулярную армию (боевые действия): с 17 июля 1942 года по 11 мая 1945 года (с 17.07.1942 по 29.09.1943; с 26.10.1943 по 15.09.1944; с 30.10.1944 по 11.05.1945).

## История
111-я стрелковая Александрийская Краснознамённая ордена Богдана Хмельницкого дивизия была сформирована на базе 50-й отдельной стрелковой бригады 16 июля 1942 года в городе Бежецк Калининской области и входила в состав 2-й резервной армии.

## Состав
- 399-й стрелковый полк,
- 468-й стрелковый полк,
- 532-й стрелковый полк,
- 286-й артиллерийский полк,
- 267-й отдельный истребительно-противотанковый дивизион,
- 146-я разведывательная рота,
- 181-й сапёрный батальон,
- 223-й отдельный батальон связи (157-я отдельная рота связи),
- 120-й медико-санитарный батальон,
- 19-я отдельная рота химзащиты,
- 189-я автотранспортная рота,
- 490-я полевая хлебопекарня,
- 1005-й дивизионный ветеринарный лазарет,

Командир
111-й стрелковой дивизии
(2-го формирования)
капитан С.И. Полянский

- 1608-я полевая почтовая станция, Командир 
 111-й стрелковой дивизии 
 (2-го формирования) 
 капитан С.И. Полянский
- 1652 полевая касса Госбанка.[2]

## Командование

### Командиры
- Хотеев, Степан Павлович (с 30.04.1942 по 01.03.1943);
- Полянский Степан Иванович, капитан, Герой Советского Союза[3] (с 01.03.1943 по 30.06.1943)[4];
- Зиберов Иван Георгиевич, полковник (с 01.03.1943 по 31.03.1943)[5];
- Бушин Михаил Алексеевич, полковник (с 01.06.1943 по 31.12.1943)[6];
- Четвертухин Петр Дмитриевич, полковник (с 01.12.1943 по 09.01.1944);
- Шейпак Геннадий Ильич, полковник (с 09.01.1944 по 15.04.1944)[7];
- Соколов, Юрий Иванович, генерал-майор (с 01.04.1944 по 31.12.1944)[8];
- Живалёв, Пётр Кириллович, полковник (с 02.12.1944 по 01.02.1945);
- Соколов, Юрий Иванович, генерал-майор (с 01.02.1945 — ??.06.1946).

### Начальники штаба
- Кобылкин, Григорий Фёдорович, полковник (??.12.1945  — ??.09.1946)

## Вышестоящие воинские части
| Период подчинения       | Наименование                       |
| ----------------------- | ---------------------------------- |
| 17.07.1942 — 30.07.1942 | Северо-Западный фронт              |
| 01.08.1942 — 21.09.1942 | 30-я армия                         |
| 22.09.1942 — 28.09.1942 | 39-я армия                         |
| 29.09.1942 — 05.10.1942 | 30-я армия                         |
| 06.10.1942 — 31.12.1942 | 61-я армия                         |
| 31.12.1942 — 07.01.1943 | Западный фронт                     |
| 08.01.1943 — 14.03.1943 | 3-я танковая армия                 |
| 15.03.1943 — 27.03.1943 | Воронежский фронт                  |
| 28.03.1943 — 08.07.1943 | 69-я армия                         |
| 09.07.1943 — 28.09.1943 | 7-я гвардейская армия              |
| 22.09.1943 — 29.09.1943 | Степной фронт                      |
| 29.09.1943 — 26.10.1943 | 69-я армия                         |
| 26.10.1943 — 20.11.1943 | 35-й гвардейский стрелковый корпус |
| 20.11.1943 — 19.04.1944 | 5-я гвардейская танковая армия     |
| 20.04.1944 — 12.09.1944 | 48-й стрелковый корпус             |
| 30.10.1944 — 06.05.1945 | 52-я армия                         |
| 07.05.1945 — 11.05.1945 | 48-й стрелковый корпус             |

## Боевой путь
30 июля 1942 года 111-я стрелковая дивизия в составе 30-й армии Калининского фронта вступила в бои на подступах к городу Ржеву и к 4 августа 1942 года прорвала оборону противника. В последующих боях дивизия заняла населённые пункты: Мурылево, Мартюково, Доброе, а также дом отдыха им. Семашко и вышла на северный берег реки Волги.
26 сентября 1942 года дивизия перешла в подчинение 39-й армии. Вместе с частями армии 111-я стрелковая дивизия нанесла удар по позициям противника, прорвала его оборону и заняла населённые пункты Кордкино, Губино, Дураково, Починки, полностью ликвидировав заволжскую группировку немецко-фашистских войск в этом районе боевых действий. За успешное выполнение задания дивизия получила благодарность от Военного совета армии и фронта.
30 сентября 1942 года 111-я стрелковая дивизия была переведена в состав 61-й армии Западного фронта и заняла оборону в районе крепости Белев.
8 января 1943 года дивизия передислоцировалась в район Богучарова. С 8 января 1943 года по 2 марта 1943 года 111-я стрелковая дивизия в упорных наступательных прошла от Дона до Харькова, освободив более 300 населённых пунктов.
После выхода из боев, с марта 1943 года по 12 июля 1943 года, дивизия вновь формировалась в составе 69-й армии Воронежского фронта в населённом пункте Большетроицкое Курской области.
С июля 1943 года по 1 октября 1943 года дивизия участвовала в боях на Белгородском, Харьковском, Кременчугском направлениях в составе 7-й гвардейской армии Степного фронта, освободив около 800 населённых пунктов.
с 1 октября 1943 года дивизия вновь формировалась в селе Островерховка Харьковской области в составе 69-й армии 2-го Украинского фронта.
В ноябре 1943 года дивизия была передана в 5-ю гвардейскую танковую армию, в составе которой освободила города Александрию, Кировоград, Знаменку и ещё целый ряд населённых пунктов.
16 декабря 1943 года дивизии за освобождение города Александрия было присвоено наименование Александрийской.
С марта 1944 года дивизия вела боевые действия в составе 52-й армии 2-го Украинского фронта.
23 марта 1944 года дивизия получает приказ перейти в наступление в направлении Пасицел. Три полка 111-й стрелковой дивизии с ходу вступили в бой с одним стрелковым вооружением, с малым запасов боеприпасов, не успев провести разведку позиций противника, оборонявшего господствующие высоты по правому берегу реки Савранка и южной окраине Пужайково. В ночь на 24 марта части дивизии форсируют реку и занимают Южное Пужайково.
28 марта 1944 дивизия, действуя без артиллерии, которая из-за нехватки горючего и бездорожья отстала от передовых частей, сломила сопротивление противника на рубеже Пасицел.
2 апреля 1944 года, несмотря на многочисленные контратаки противника, дивизия продолжая наступление овладела рядом населённых пунктов, в том числе Софиевкой и Новоселовкой.
С 8 по 11 апреля 1944 года, дивизия выйдя на позиции в районе Васильевки, пополняет свои части. На тот момент в боевой состав 111-й стрелковой Александрийской дивизии входят 224 стрелка, 54 автоматчика, одна 122 миллиметровая гаубица, восемь 76-миллиметровых орудий, восемь 45-миллиметровых орудий, семь 120 миллиметровых миномётов и двадцать три 82 миллиметровых миномёта.
12 апреля 1944 года дивизия, продолжая наступление, овладела населёнными пунктами: Дубоссары, Магала, Коржево и начала подготовку к форсированию реки Днестр. Предпринятая в ночь на 13 апреля попытка переправиться через Днестр не имела успеха: десант на лодках и плотах был встречен сильным пулемётным огнём противника. Форсировать водный рубеж дивизии удалось в ночь на 14 апреля в районе Красного Кута.
с 1 мая по 30 мая 1944 года дивизия находилась в резерве командующего 52-й армией и создавала рубеж обороны во втором эшелоне армии. За это время был серьёзно пополнен личный состав частей. В связи с возможностью предстоящих боевых действий на Бессарабском направлении в пересечённой и горной местности, дивизия прошла дополнительное обучение: от рядовых солдат до командиров полков и работников штаба.
2 июня 1944 года дивизия овладевает позициями в районе населённого пункта Стынка, чтобы перекрыть дорогу наступающему противнику к переправе через реку Прут.
Со 2 июня по 8 июня 1944 года дивизия ведёт упорные оборонительные бои на занимаемых рубежах. Немецкие части многократно пытались выбить части 111-й стрелковой дивизии с занимаемых позиций. Против её частей было брошено 60 танков и совершены сотни авианалетов, но дивизии удалось сдержать противника, который на этом участке фронта потерял убитыми около 10 000 солдат и офицеров.

Схема Ясско-Кишинёвской операции

 C 20 августа по 31 августа 1944 года дивизия в составе в 2-го Украинского фронта приняла участие в Ясско-Кишиневской наступательной операции. Уничтожая оборону и окружённые части противника, преследуя его, а также отражая многочисленные контратаки, 111-я стрелковая дивизия вышла и закрепилась на правобережье Прута в районе Хуши, Сталинешты, Котул Германешти, Поганешты, Волонешты.
За время наступательных боев в период с 20 августа по 31 августа 1944 года дивизия потеряла убитыми — 95 человек, ранеными — 680 человек.
За этот же период 111-я стрелковая дивизия нанесла следующие потери противнику:
- в живой силе: уничтожено солдат и офицеров — 9492, взято в плен — 8726;
- в технике: танков -— 3, орудий — 62, миномётов — 37, пулемётов —186, автомашин — 204, повозок —188, разных складов — 4.

Освобождено 42 населённых пункта.
с 1 сентября по 12 сентября 1944 года дивизия ведёт бои по ликвидации окружённых частей. За этот период уничтожено 511 солдатов и офицеров противника. Взято в плен 1150.
15 сентября 1944 года, указом Президиума Верховного Совета СССР, 111-я стрелковая Александрийская дивизия «За образцовое выполнение заданий командования в боях с немецкими захватчиками, за овладение городом Яссы и проявление при этом доблести и мужества» была награждена орденом Красного знамени (приказ № 0327).
30 сентября 1944 года дивизия перешла в Резерв Ставки Верховного Главнокомандования, где проходила боевую, а также учебную подготовку и доукомплектовывалась живой силой и техникой. Подразделения дивизии в общей сложности пополнились на 3086 человек. На тот момент за время боевых боевых действий дивизией было освобождено 58 населённых пунктов, в том числе: Белгород, Харьков, Мерефа.
3 февраля 1945 года, после 550-го километрового марша по Польше в составе второго эшелона 52-й армии, в ходе Висло-Одерской стратегической наступательной операции, дивизия подошла к реке Одер и сосредоточилась в районе Ибсдорф-Кунцендорф-Врашен.
5 февраля 1945 года дивизия переправилась на Одерский плацдарм, откуда 8 февраля 1945 года переходит в наступление, обходя город Любен с южного направления.
с 8 февраля по 26 февраля 1945 года дивизия с наступательными боями прошла свыше 130 километров, овладела 40 населёнными пунктами, в том числе городом Котцен.
2 марта 1945 года дивизия перешла в резерв 52-й армии на рубеже Обер-Лобендау — Вильщюц -Хохкирх -Нейдорф.
С 21 апреля по 6 мая 1945 года дивизия обороняла рубежи и вела инженерные работы по укреплению позиций в районе города Герлиц.
7 мая 1945 года дивизия перешла в наступление на противника, укрепившегося в Герлице. Сломив сопротивление вражеских частей, 111-я стрелковая дивизия, преследуя отходящего противника перешла германо-чехословацкую границу и вступила на территорию союзной Чехословакии 8-го мая 1945 года, где перед личным составом было зачитано сообщение о капитуляции Германии.

## Награды дивизии
- 6 декабря 1943 года — Почётное наименование «Александрийская» — присвоено приказом Верховного Главнокомандующего от 6 декабря 1943 года в ознаменование достигнутого успеха и отличие в боях за освобождение города Александрия.
- 15 сентября 1944 года —  Орден Красного Знамени — награждена указом Президиума Верховного Совета СССР за образцовое выполнение боевых заданий командования в боях с немецкими захватчиками, за овладение городом Яссы и проявленные при этом доблесть и мужество[14]
- 28 мая 1945 года —  Орден Богдана Хмельницкого II степени — награждена указом Президиума Верховного Совета СССР за образцовое выполнение заданий командования в боях при прорыве обороны немцев на реке Нейссе и овладении городами Котбус, Люббен, Цоссен, Беелитц, Лукенвальде, Тройенбритцен, Цана, Мариенфельде,Треббин, Рангсдорф, Дидерсдорф, Кельтов и проявленные при этом доблесть и мужество[15]

Награды частей дивизии:
- 399-й стрелковый ордена Александра Невского[16] полк
- 468-й стрелковый Одерский[17] полк
- 532-й стрелковый ордена Александра Невского[16] полк
- 286-й артиллерийский ордена Александра Невского[18] полк.
- 181-й отдельный сапёрный Днестровский[19] батальон[20]

## Отличившиеся воины
Герои Советского Союза:
- Балабух, Юзеф Иванович, сержант, помощник командира взвода 399-го стрелкового полка.
- Сафронов, Андрей Семёнович, сержант, командир орудия 286-го артиллерийского полка.
- Шемигон, Алексей Родионович, лейтенант, командир роты 468-го стрелкового полка.

 Кавалеры ордена Славы трёх степеней.
- Жаров, Николай Фёдорович, сержант, командир расчёта 76-мм орудия 399-го стрелкового полка.
- Зуев, Андрей Иванович, старшина, командир расчёта 76-мм орудия 532-го стрелкового полка.
- Капорин, Александр Емельянович, сержант, наводчик орудия 286-го артиллерийского полка.